# Shakira: BZRP Music Sessions, Vol. 53
«Shakira: BZRP Music Sessions, Vol. 53» (llamada alternativamente como «Pa' tipos como tú») es una canción interpretada por el productor musical argentino Bizarrap en colaboración con la cantante colombiana Shakira, perteneciente a las BZRP Music Sessions del primero que incluyó en el álbum de estudio Las mujeres ya no lloran. Fue lanzada el 11 de enero de 2023 a través del sello discográfico Dale Play Records. El tema fue compuesto por Bizarrap, Shakira, Kevyn Cruz y Santiago Alvarado.

## Antecedentes y lanzamiento
Los rumores de una posible colaboración entre los artistas comenzaron luego de que Shakira empezó a seguir a Bizarrap en las redes sociales. Este rumor cobró mayor fuerza entre sus seguidores en agosto de 2022, cuando la cantante envió deseos de cumpleaños al productor argentino a través de su cuenta de Twitter, generando una interacción pública entre ambos por primera vez.
Meses después, el 9 de enero de 2023, una avioneta sobrevoló durante varias horas algunas de las playas de Mar del Plata con un cartel de fondo blanco y letras oscuras en la que flameaba un mensaje: «Una loba como yo, no está pa’ tipos como tú. 11.01.23», citando uno de los versos del tema y su fecha de lanzamiento. De la misma manera, la acción se replicó al mismo tiempo por el espacio aéreo de las playas de Miami, ciudad en la que la colombiana ha decidido instalarse tras su polémica separación del exfutbolista español Gerard Piqué. Por otro lado, la prensa esperaba que la letra de la canción estuviera vinculada a esta ruptura entre Shakira y el futbolista español, anunciada en junio de 2022, luego de que horas antes del anuncio se filtrara parte de la letra. Al día siguiente, Bizarrap anunció oficialmente el lanzamiento de la canción a través de sus redes sociales.

## Composición
El sencillo es una pista electropop y Synthwave de ritmo medio, que comienza con fragmentos de notas sintetizadas, seguidas de percusiones electrónicas. La letra es repetitiva acompañada con un diss, y gira en torno a la ruptura de la autora, en yuxtaposición a un personaje masculino descrito como fraudulento.[cita requerida]

## Recepción

### Comentarios de la crítica
Eric Torres, de Pitchfork elogió la canción calificándola de «himno de venganza». Escribiendo para The Guardian, Sam Jones dijo que era una canción «salvaje». Isabella Gómez Sarmiento, de NPR Music calificó la canción como un «relanzamiento duro» de la carrera de Shakira y afirmó que emerge «mayormente triunfante» y está en la búsqueda de «un sonido nuevo y más relevante» para recuperar su lugar en la música pop. Julyssa López, de Rolling Stone declaró que la canción «recuerda a la gente a la superestrella» que es [Shakira]». Un crítico del portal de BrooklynVegan declaró que la voz de Shakira siempre fue «icónica», y Bizarrap inserta un «toque moderno y contundente». Escribiendo para Billboard, Leila Cobo calificó la canción como un «boom sónico» y Griselda Flores lo afirmó como un «alboroto», en alusión a las reacciones en las redes sociales y de otros artistas. Ella agregó: «Shakira no decepcionó».
Suzy Expósito, de Los Angeles Times publicó un artículo titulado Who is Bizarrap and why is Shakira trashing her ex with him?, que opinó que  se trataba de un tema «salvaje» y «atasco» y elogió a Shakira como la "reinante de la música» en América Latina. También predijo que, dada la fama del cantante en los Estados Unidos, aseguró mencionar que esta última colaboración «podría marcar el primer gran éxito de radio de Bizarrap en los Estados Unidos».

### Desempeño comercial
Tras el lanzamiento, «Shakira: BZRP Music Sessions, Vol. 53» obtuvo más de 14.31 millones de reproducciones en sus primeras veinticuatro horas en Spotify a nivel mundial, convirtiéndose en el mayor día de estreno de una canción latina en la historia de la plataforma y en el quinto mejor debut para una canción a nivel global.
En España, la canción debutó en la cima de la lista de sencillos del país con tan solo un día de contabilización, luego de registrar 3.9 millones de reproducciones en Spotify en sus primeras 24 horas, lo cual fueron suficientes para catapultar la canción directamente al número uno, marcando un hito sin precedentes en el país.

## Vídeo musical
El videoclip fue lanzado simultáneamente con la canción, el 11 de enero de 2023, y muestra a Shakira, vestida con top rosado y campera verde-amarillo, cantando a cámara en el icónico estudio doméstico del productor. Mientras que a Bizarrap se lo puede ver con una chaqueta deportiva azul de tiras blancas, sentado de espaldas a la cámara, asomando solo los brazos por detrás de la silueta de la cantante (típica ubicación de Bizarrap en sus Music Sessions). Un detalle que se puede observar en el video es una animación elaborada por la realizadora Julita Conde, quien suele acompañar con sus creaciones tanto los videos como las presentaciones en vivo del productor, haciendo homenaje al famoso video del tema «Take on me» de A-Ha, uno de los favoritos de Shakira.Después, en el 1er estribillo, se ve a Shakira cantando en un filtro de Instagram de color gris y acaba cundo Bizarrap toca su sintetizador. En materia de números, tuvo una buena recepción por parte del público. En sus primeras veinticuatro horas de publicado, registró aproximadamente 50.3 millones de visitas únicamente en la plataforma de YouTube, rompiendo el récord del mayor debut de cualquier canción latina en la historia de la plataforma. Por otro lado, la colaboración entre la cantante colombiana y el productor argentino tuvo el mejor alcance con 3.6 millones de reproducciones en la primera hora y, a su vez, se consolidó como la Music Session más escuchada en sus primeras 24 horas; superando a «Residente: BZRP Music Sessions, Vol. 49», la cual concluyó su primer día con 23.3 millones de visualizaciones. Posteriormente, alcanzó los 100 millones de visitas en tan sólo 71 horas desde su lanzamiento.

## Impacto

### Redes sociales
Diversos artistas de la música latina como Alejandro Sanz, Tokischa, Fonseca, Andrés Cepeda, Danna Paola, Aitana, Paty Cantú, Carla Morrison, Lali, Lit Killah y Emilia Mernes, entre otros reaccionaron y elogiaron la canción en sus cuentas de redes sociales. Mientras que otros, como Lasso criticaron el actuar de la cantante. En Twitter la frase Shakira se convirtió en Trending topic número 1 a nivel global con 2.5 millones de tuits, y frases como «RIP Piqué», «Clara Chía», «Casio», «Rolex», «Hacienda», «sal-piqué», «clara-mente», «las mujeres ya no lloran» y «las mujeres facturan» también fueron tendencia en la plataforma.
Después del lanzamiento de la canción, marcas como Casio y Renault comenzaron a ser tendencia mundial en Twitter tras mencionarlas Shakira en la canción, lo que provocó que ambas marcas reaccionaran a dicho tema en el sitio web. La herramienta de análisis de Twitter Tweet Binder indicó que hubo un pico de tweets que mencionan el término Twingo después del lanzamiento de la canción, pasando de cero menciones el 10 de enero a más de 139.000 tweets el 12 de enero, el día del lanzamiento de la canción. La canción generó acusaciones de plagio de una producción de la cantante venezolana Briella, aunque otros análisis han señalado diferencias entre las canciones. Briella declaró que no tenía la intención de desprestigiar, sino sólo de defender su trabajo.

### Mercado
Se informa que el tráfico en línea y las cuotas de mercado de las marcas Ferrari, Casio y Renault Twingo se vieron afectados por la letra de la canción, que los medios de comunicación llamaron «El efecto Shakira». Casio tuvo una disminución de valor del 1,87% después de la mención negativa de Shakira sobre ellos, y el valor de las acciones de Ferrari subió un 2,08% después de la connotación positiva en la letra de la canción, mientras que Renault disminuyó su valor en un 1,45%. Casio y Renault firmaron días después del lanzamiento un acuerdo de visibilidad de marca con la competición de fútbol 7 Kings League, organizada por la compañía Kosmos, cuyo fundador y presidente es Gerard Piqué. Contradictoriamente, las ventas de Casio aumentaron desde la semana de lanzamiento, llegando a triplicarse en Latinoamérica durante enero, según Toyotaro Hiraishi, gerente general regional.

## Premios y nominaciones
| Año  | Premiación                   | Categoría                         | Resultado | Ref.          |
| ---- | ---------------------------- | --------------------------------- | --------- | ------------- |
| 2023 | Premios Heat Latin Music     | Canción del año                   | Nominado  | [ 39 ]        |
| 2023 | Premios Tu Música Urbano     | Top canción pop urbano            | Nominado  | [ 40 ]        |
| 2023 | Premios Juventud             | Mejor canción para mi ex          | Ganador   | [ 41 ]        |
| 2023 | Premios Juventud             | Mejor canción pop/urbano          | Ganador   | [ 41 ]        |
| 2023 | MTV Millennial Awards        | Himno viral                       | Nominado  | [ 42 ]        |
| 2023 | MTV Millennial Awards        | Junte del año                     | Nominado  | [ 42 ]        |
| 2023 | Latino Music Awards          | Mejor canción pop urbana          | Ganadora  | [ 43 ]        |
| 2023 | Latino Music Awards          | Mejor productor de música urbana  | Nominado  | [ 43 ]        |
| 2023 | Latino Music Awards          | Canción del año                   | Nominado  | [ 43 ]        |
| 2023 | Latino Music Awards          | Canción viral de tiktok           | Nominado  | [ 43 ]        |
| 2023 | Breaktudo Awards             | Hit internacional                 | Nominado  | [ 44 ]        |
| 2023 | Premios Grammy Latino        | Mejor Canción Pop                 | Ganadora  |               |
| 2023 | Premios Grammy Latino        | Canción del año                   | Ganadora  |               |
| 2023 | Billboard Latin Music Awards | Canción del año - Latin Airplay   | Nominado  | [ 45 ] [ 46 ] |
| 2023 | Billboard Latin Music Awards | Canción del año – Latin Pop       | Ganador   | [ 45 ] [ 46 ] |
| 2023 | Billboard Latin Music Awards | Canción del año – ventas          | Nominado  | [ 45 ] [ 46 ] |
| 2023 | Premios Quiero               | Mejor video urbano                | Nominado  |               |
| 2023 | Premios Quiero               | Mejor video del año               | Nominado  |               |
| 2023 | Los 40 Music Awards          | Mejor videoclip                   | Nominado  | [ 47 ]        |
| 2023 | Los 40 Music Awards          | Mejor colaboración urbana         | Nominado  | [ 47 ]        |
| 2024 | Premios Lo Nuestro           | Canción del año                   | Ganador   | [ 48 ]        |
| 2024 | Premios Lo Nuestro           | Colaboración del año – pop urbano | Ganador   | [ 48 ]        |
| 2024 | iHeartRadio Music Awards     | Latin Pop/Urban Song of the Year  | Ganador   | [ 49 ]        |

## Posicionamiento en listas

### Semanales
| País                 | Lista                              | Posición más alta | Ref(s). |
| Mundo                | Mundo                              | Mundo             | Mundo   |
| -------------------- | ---------------------------------- | ----------------- | ------- |
| Global               | Billboard Global 200               | 2                 | [ 50 ]  |
| Global               | Billboard Global Excl. U.S.        | 2                 | [ 51 ]  |
| América              |                                    |                   |         |
| Argentina            | Billboard Argentina Hot 100        | 1                 | [ 52 ]  |
| Argentina            | Monitor Latino                     | 1                 | [ 53 ]  |
| Bolivia              | Billboard Bolivia Songs            | 1                 | [ 54 ]  |
| Bolivia              | Monitor Latino                     | 1                 | [ 55 ]  |
| Chile                | Billboard Chile Songs              | 1                 | [ 56 ]  |
| Chile                | Monitor Latino                     | 1                 | [ 57 ]  |
| Colombia             | Billboard Colombia Songs           | 1                 | [ 58 ]  |
| Colombia             | Monitor Latino                     | 4                 | [ 59 ]  |
| Costa Rica           | Monitor Latino                     | 1                 | [ 60 ]  |
| Ecuador              | Billboard Ecuador Songs            | 1                 | [ 61 ]  |
| Ecuador              | Monitor Latino                     | 1                 | [ 62 ]  |
| Estados Unidos       | Billboard Bubbling Under Hot 100   | 21                | [ 63 ]  |
| Estados Unidos       | Billboard Hot 100                  | 9                 | [ 64 ]  |
| Estados Unidos       | Billboard Dance/Electronic Songs   | 1                 |         |
| Estados Unidos       | Billboard Hot Latin Songs          | 1                 | [ 65 ]  |
| Estados Unidos       | Billboard Latin Digital Song Sales | 1                 | [ 66 ]  |
| Estados Unidos       | Billboard Latin Pop Airplay        | 2                 | [ 67 ]  |
| El Salvador          | Monitor Latino                     | 1                 | [ 68 ]  |
| Guatemala            | Monitor Latino                     | 1                 | [ 69 ]  |
| Honduras             | Monitor Latino                     | 1                 | [ 70 ]  |
| México               | Billboard Mexico Songs             | 8                 | [ 71 ]  |
| México               | Monitor Latino                     | 2                 | [ 72 ]  |
| Nicaragua            | Monitor Latino                     | 1                 | [ 73 ]  |
| Panamá               | Monitor Latino                     | 1                 | [ 74 ]  |
| Paraguay             | Monitor Latino                     | 1                 | [ 75 ]  |
| Perú                 | Billboard Perú Songs               | 1                 | [ 76 ]  |
| Perú                 | Monitor Latino                     | 1                 | [ 77 ]  |
| Puerto Rico          | Monitor Latino                     | 2                 | [ 78 ]  |
| República Dominicana | SodinPro                           | 34                | [ 79 ]  |
| República Dominicana | Monitor Latino                     | 1                 | [ 80 ]  |
| Venezuela            | Monitor Latino                     | 1                 | [ 81 ]  |
| Venezuela            | Récord Report                      | 1                 | [ 82 ]  |
| Uruguay              | Monitor Latino                     | 1                 | [ 83 ]  |
| Europa               |                                    |                   |         |
| Alemania             | Official German Charts             | 33                | [ 84 ]  |
| España               | Billboard Spain Songs              | 1                 |         |
| España               | Top 100 Canciones                  | 1                 | [ 85 ]  |
| Francia              | SNEP                               | 25                | [ 86 ]  |
| Irlanda              | Irish Singles Chart                | 14                | [ 87 ]  |
| Irlanda              | Billboard Irlanda Songs            | 21                |         |
| Italia               | FIMI                               | 1                 | [ 88 ]  |
| Países Bajos         | Dutch Single Top 100               | 41                | [ 89 ]  |
| Polonia              | Billboard Polonia Songs            | 7                 |         |
| Reino Unido          | UK Singles Chart                   | 31                | [ 90 ]  |
| Reino Unido          | UK Indie Chart                     | 5                 |         |
| Rumania              | Billboard Romania Songs            | 7                 |         |
| Suecia               | Sverigetopplistan                  | 45                |         |
| Suiza                | Schweizer Hitparade                | 2                 |         |

## Certificaciones
| País (organismo certificador) | Certificación            | Unidades certificadas |
| ----------------------------- | ------------------------ | --------------------- |
| México (AMPROFON)             | Diamante + Platino + Oro | 910 000               |
| Estados Unidos (RIAA)         | Oro                      | 500 000               |
| España (PROMUSICAE)           | 7x Platino               | 280 000               |

## Historial de lanzamientos
| País   | Fecha               | Formato(s)                  | Discográfica      | Ref.   |
| ------ | ------------------- | --------------------------- | ----------------- | ------ |
| Varios | 11 de enero de 2023 | Descarga digital, streaming | Dale Play Records | [ 93 ] |